# Église Saint-Firmin de Thieulloy-la-Ville
Ne doit pas être confondu avec Église Saint-Firmin de Millencourt ou Église Saint-Firmin de Vaux-en-Amiénois.
L'église saint Firmin de Thieulloy-la-Ville est une église située sur le territoire de la commune de Thieulloy-la-Ville, dans le département de la Somme et le canton de Poix de Picardie, au sud-ouest d'Amiens.

## Historique
L'église de Thieulloy-la-Ville ne conserve d'ancien que le chœur et la tour qui le jouxte, construits au Moyen Âge. La nef et le portail ont été reconstruits en 1871 .

## Caractéristiques

### Extérieur
L'église de Thieulloy-la-Ville a été construite en brique et pierre. La façade se caractérise par sa grande simplicité : le portail est surmonté d'une rosace de dimension modeste. Le clocher en pierre est plus ancien que le reste de l'édifice.

### Intérieur
L'église abrite des fonts baptismaux datés du quatrième quart du XVe siècle ; de forme circulaire, semblables à ceux de l'église voisine de Souplicourt .
Le groupe sculpté représentant saint Nicolas et les trois enfants date des XVIe (saint Nicolas) et XVIIIe siècles (les enfants), protégé en tant que monuments historiques depuis 1917.
Deux Statues de la Vierge à l'Enfant et de saint Joseph et l'Enfant Jésus sont elles aussi protégées en tant que monuments historiques.

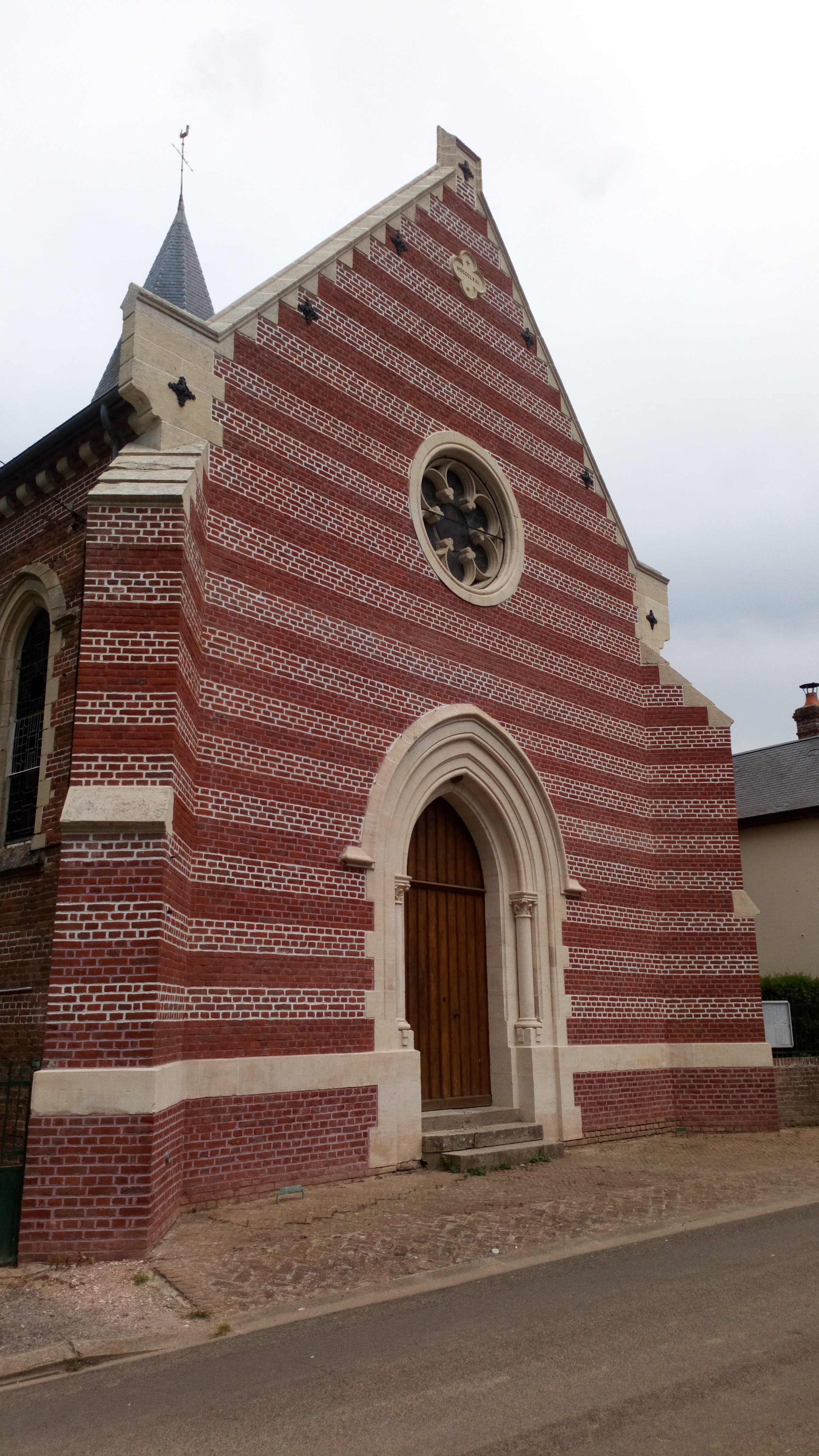
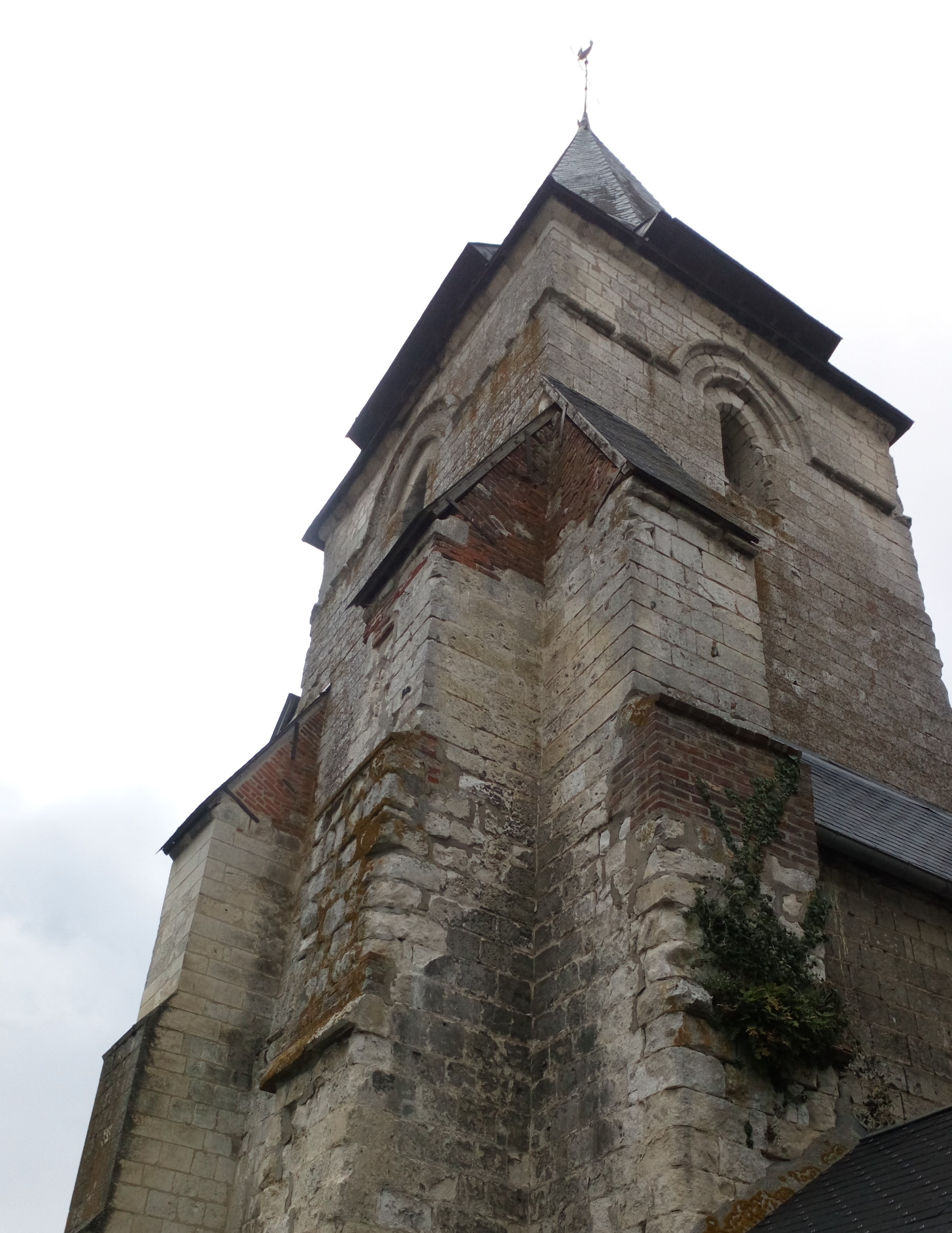
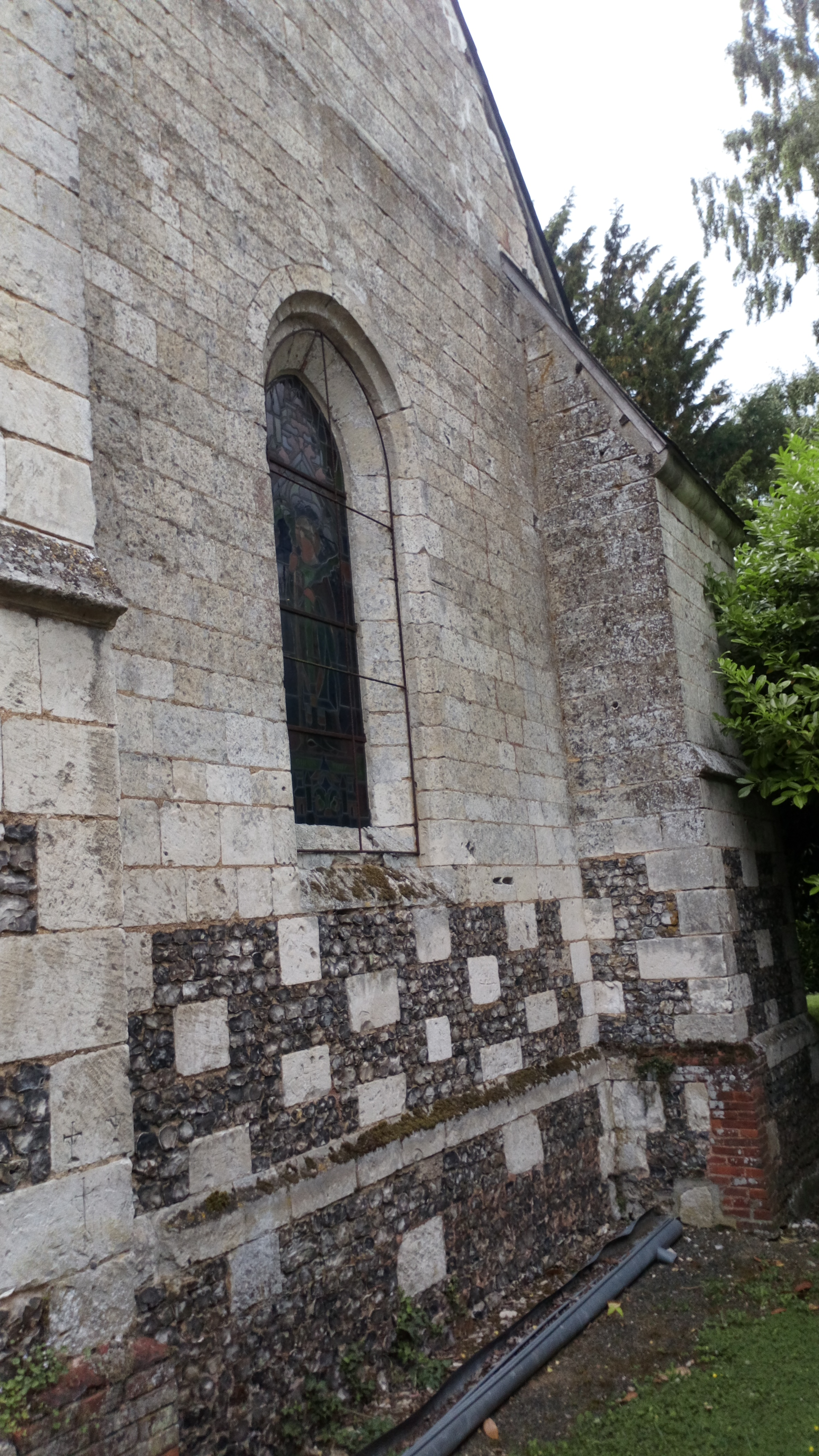